# Bernac, Charente

Bernac este o comună în departamentul Charente, Franța. În 1 ianuarie 2022 avea o populație de 463 de locuitori.